# 羽馬家住宅 (南砺市田向)
羽馬家住宅（はばけじゅうたく）は、富山県南砺市田向集落にある合掌造り家屋。国の重要文化財に指定されている。

## 概要
羽馬家住宅の位置する田向集落は庄川右岸に位置するため、かつては籠渡し以外の往来の方法がなかった。そのため加賀藩の流刑地の一つに数えられた集落であった。
羽馬家住宅は現存する合掌造り集落の中で最も古いものであるが、建造年代・当時の所有者などについては全く分かっていない。ただし、田向集落では1769年（明和6年）の大火で大半の建築物が焼失し、羽馬家住宅も大火の後に嶋村（現南砺市大島）から移築されたものと伝えられている。1963年（昭和38年）の解体修理工事では、内法の嵌板や壁貫に新たに釿ハツリで番付を付した跡が発見され、移築された建造物であることが確認された。
合掌造り民家が礎石立ての形式で成立するのはおおよそ17世紀中頃のことと考えられており、現存しないが矢張下島遺跡（旧利賀村）の堀立柱住居などがこの時期の建築と推定される。これに続いて17世紀後半頃に建造されたと推定されるのが羽馬家住宅で、18世紀以後の合掌造り集落に比べ規模が小さく、平面構成や形状工法に古い形態をよく残していると評される。
羽馬家住宅の平面構成としては、間口四間半・奥行六間の主屋を左右に二分し、それぞれ三区画分けることで六室から構成される。六室はこの地方特有のオエ・デー・ネマ・ブッマの四室と、土間のニワ・マヤに分けられ、これらを田の字型に区画する最も初期的な合掌造りの段階を示している。また仏壇の区画は後につけ足したものであり、ヤリカンナ仕上げの工法とともに、合掌造り民家の発展段階を示す最も古い遺構の一つとして価値が高い。
この他にも、柱間の寸法が狭い点、板戸をもって仕切る点、張台構えの一段高い敷居を入れて、幅三尺の戸棚の上部を袋棚にする点などは、羽馬家住宅が補修も改造も加えられなかったからこそ古い形式を残していることを示している。昭和38年4月には解体修理工事が実施され、同年12月に完成した。この時行われた調査記録と修理記録の詳細な工事報告書が作成・発行されている。

## 特徴
現存最古の合掌造り家屋としての羽馬家住宅の主な特徴は以下の通り。
1. 柱はすべて礎石据えである。
2. 側柱と中心列の柱が一間間隔に立っている。
3. 柱は栗材を使っている。
4. 大黒柱だけを太くすることはしない。
5. 仕上げはちょうなと槍鉋で、まだ台鉋は使っていない。
6. 敷鴨居の内法寸法が一般の五尺八寸より低く、五尺六寸五分である。
7. 指鴨居には付樋端を打ってある。
8. チョンダ（ネマ）・オマエの奥行が一間(七・五尺)と狭い。
9. チョンダ（ネマ）の入口は帳台構えである。

## 現地情報

### 所在地
〒939-1913富山県南砺市田向254番地

### アクセス
- 最寄のインター：東海北陸自動車道五箇山インターチェンジ
- 最寄の空港：富山空港
- 最寄の駅：新高岡駅・城端駅
- 最寄のバス停：上梨（世界遺産バス　新高岡駅・城端駅経由）

### 公開時間・料金
- 不定休で開館
- 入場料：無料

## 近隣情報
- 五箇山温泉 五箇山荘
- 流刑小屋（県指定 有形民俗文化財）
- 田向光明寺
- 田向住吉社

いずれも同じ田向集落内にあり、徒歩数分で行き来できる。また、上梨白山宮・円浄寺・村上家住宅などを有する上梨集落は庄川を挟んですぐ対岸にあり、こちらもで徒歩で行き来できる距離である。